# For Every Heart
For Every Heart este albumul de debut al cântăreței ucrainene de origine tătară Jamala. Materialul conține doisprezece cântece aranjate și produse în compania muzicianului ucrainean Evgeny Filatov, iar versurile aparțin poetei Tatiana Skubashevska.

## Conținut
- Ediție Standard:

1. „For Every Heart” — 3:39
2. „One More Try” — 4:19
3. „You Are Made of Love” — 3:58
4. „It's Me, Jamala” — 3:19
5. „Alas” — 4:41
6. „In My Shoes” — 3:35
7. „Without You” — 5:04
8. „Sing It Out” — 3:46
9. „Find Me” — 4:43
10. „I See You Every Night” — 3:23
11. „Pengereden” — 2:57
12. „Smile” — 3:12

- Cântece bonus:

1. „History Repeating” — 3:14
2. „Маменькин сынок” — 3:30
3. „Верше, мій верше” — 3:24